# Weird War (álbum)
Weird War es el álbum debut de la banda americana de indie rock Weird War, lanzada el 5 de agosto de 2002 por Drag City.

## Lista de canciones

### Lado uno
1. "Baby It's the Best" − 2:55
2. "Chicago Charlemagne" − 2:35
3. "Who's Who" − 2:18
4. "FN Rat" − 3:25
5. "Grass" − 2:07
6. "Ibex Club" − 2:05

### Lado dos
1. "Name Names" − 3:11
2. "Burgers and Fries" − 3:07
3. "I Live in a Dream" − 2:30
4. "Pick Up the Phone and Ball" − 2:05
5. "Family Cong" − 1:41
6. "Weird War" − 1:13
7. "Man is Money" − 2:37

## Personal
- Stephen McCarty– batería, voz
- Jessica Espeleta – guitarra, voz
- Neil Hagerty – guitarra, voz
- Michelle Mae – bajo, voz
- Ian Svenonius – voz